# سيلفستر (مغني)
سيلفستر (بالإنجليزية: Sylvester)‏ هو مغني أمريكي، ولد في 6 سبتمبر 1947 في لوس أنجلوس في الولايات المتحدة، وتوفي في 16 ديسمبر 1988 في سان فرانسيسكو في الولايات المتحدة.

## وصلات خارجية
- سيلفستر على موقع IMDb (الإنجليزية)
- سيلفستر على موقع ميوزك برينز (الإنجليزية)
- سيلفستر على موقع أول ميوزيك (الإنجليزية)
- سيلفستر على موقع أول ميوزيك (الإنجليزية)
- سيلفستر على موقع ديسكوغز (الإنجليزية)
- سيلفستر على موقع ديسكوغز (الإنجليزية)
- سيلفستر على موقع قاعدة بيانات الفيلم (الإنجليزية)